# Фагад Аль-Муваллад
Фагад Аль-Муваллад (араб. فهد المولد‎; нар. 14 вересня 1994, Джидда) — саудівський футболіст, нападник клубу «Аль-Іттіхад» і національної збірної Саудівської Аравії.

## Клубна кар'єра
Народився 14 вересня 1994 року в місті Джидда. Вихованець футбольної школи клубу «Аль-Іттіхад». Дорослу футбольну кар'єру розпочав 2011 року в основній команді того ж клубу, кольори якої захищає й донині.

## Виступи за збірні
З 2011 року залучався до складу молодіжної збірної Саудівської Аравії. На молодіжному рівні зіграв у 6 офіційних матчах, забив 4 голи.
У 2012 році дебютував в офіційних матчах у складі національної збірної Саудівської Аравії.
У складі збірної був учасником кубка Азії з футболу 2015 року в Австралії.

## Статистика виступів

### Статистика клубних виступів
| Сезон             | Команда           | Чемпіонат         | Чемпіонат | Чемпіонат | Національний кубок | Національний кубок | Національний кубок | Континентальні кубки | Континентальні кубки | Континентальні кубки | Інші змагання | Інші змагання | Інші змагання | Усього | Усього |
| Сезон             | Команда           | Ліга              | Ігор      | Голів     | Ліга               | Ігор               | Голів              | Ліга                 | Ігор                 | Голів                | Ліга          | Ігор          | Голів         | Ігор   | Голів  |
| ----------------- | ----------------- | ----------------- | --------- | --------- | ------------------ | ------------------ | ------------------ | -------------------- | -------------------- | -------------------- | ------------- | ------------- | ------------- | ------ | ------ |
| 2011–12           | «Аль-Іттіхад»     | СПЛ               | 2         | 0         | КНПСА              | 0                  | 0                  | ACL                  | 4                    | 1                    | ККСА          | 0             | 0             | 6      | 1      |
| 2012–13           | «Аль-Іттіхад»     | СПЛ               | 21        | 7         | КНПСА              | 1                  | 0                  | -                    | -                    | -                    | ККСА          | 5             | 2             | 27     | 9      |
| 2013–14           | «Аль-Іттіхад»     | СПЛ               | 25        | 5         | КНПСА              | 3                  | 2                  | ACL                  | 7                    | 2                    | СкСА+ККСА     | 1+4           | 0+3           | 40     | 12     |
| 2014–15           | «Аль-Іттіхад»     | СПЛ               | 21        | 7         | КНПСА              | 1                  | 0                  | -                    | -                    | -                    | ККСА          | 3             | 3             | 25     | 10     |
| 2015–16           | «Аль-Іттіхад»     | СПЛ               | 22        | 2         | КНПСА              | 3                  | 0                  | ACL                  | 5                    | 1                    | ККСА          | 2             | 0             | 32     | 3      |
| 2016–17           | «Аль-Іттіхад»     | СПЛ               | 20        | 11        | КНПСА              | 3                  | 2                  | ACL                  | 0                    | 0                    | ККСА          | 0             | 0             | 23     | 13     |
| Усього за кар'єру | Усього за кар'єру | Усього за кар'єру | 111       | 32        |                    | 11                 | 4                  |                      | 16                   | 4                    |               | 15            | 8             | 153    | 48     |

## Титули і досягнення
- Володар Королівського кубка Саудівської Аравії (1):

«Аль-Іттіхад»: 2012-13
- Володар Кубка наслідного принца Саудівської Аравії (1):

«Аль-Іттіхад»: 2016-17